# Osvaldo Vieira nemzetközi repülőtér
Az Osvaldo Vieira nemzetközi repülőtér Bissau-Guinea és fővárosa, Bissau egyetlen nemzetközi repülőtere.

## Futópályák
A repülőtér futópályái:
- 03/21 (3200 m, 45 m, aszfalt)

## Forgalom
Az utasforgalom az elmúlt években az alábbi módon változott:
| 2015 | 77 089 |
| 2016 | 83 616 |

## Légitársaságok célállomások
- Air Senegal International (Dakar).
- TACV (Dakar, Praia).
- TAP Portugal (Lisszabon).